# خوراک دام

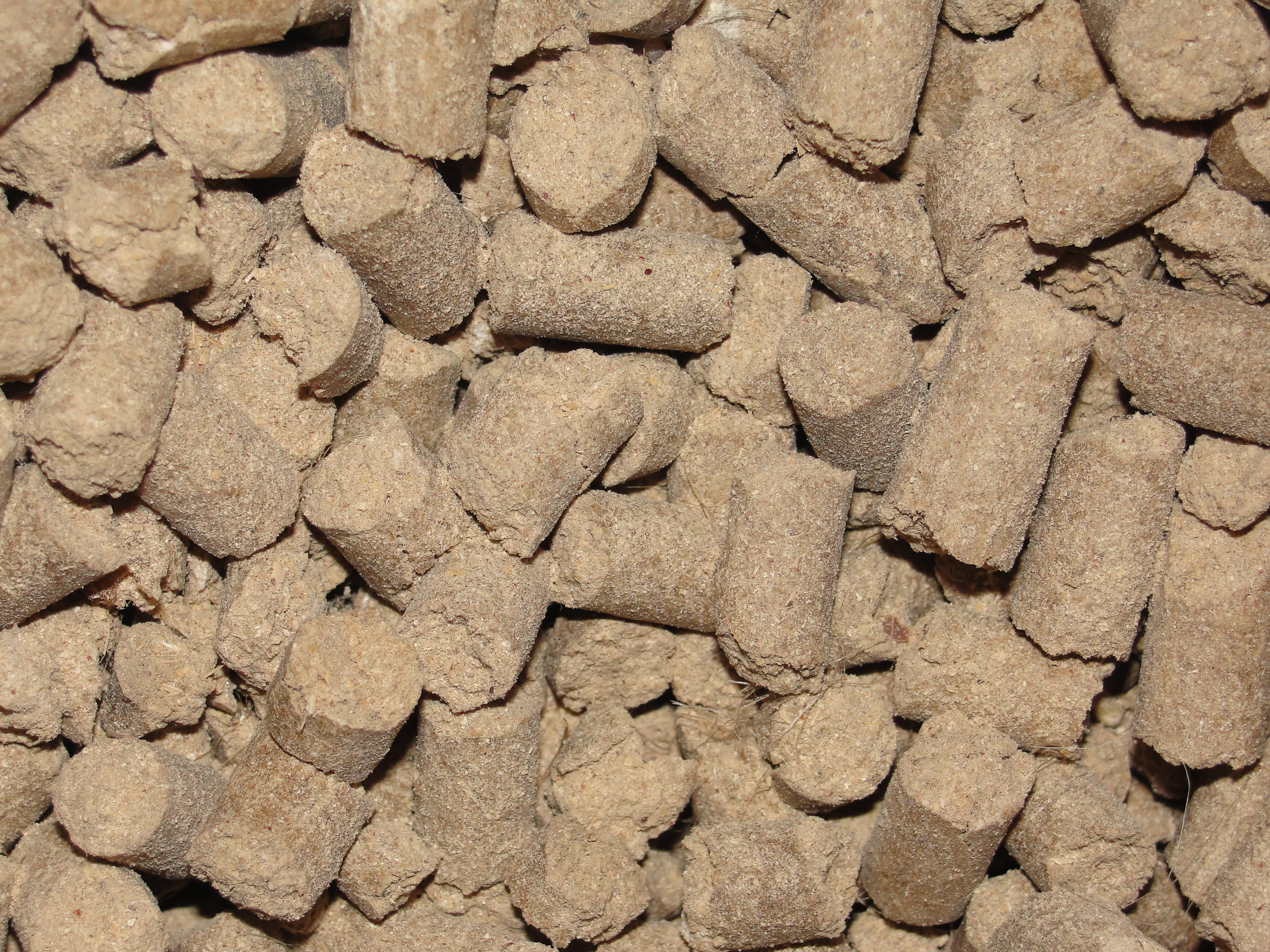
نگاره‌ای از خوراک گاو شیری

خوراک دام (انگلیسی: Animal feed) به مواد غذایی مخصوص حیوانات اهلی اطلاق می‌شود، که با هدف دامپروری، به‌طور انبوه تولید می‌گردد و معمولاً بخش عمده آن را تفاله‌ها، آرد جو، کنجاله سویا و آرد ذرت دانه‌ای تشکیل می‌دهند.
آغاز تولید خوراک‌دام در مقیاس صنعتی، به اواخر قرن نوزدهم و همزمان با پیشرفت تغذیه در انسان‌ها بازمی‌گردد، که انسان قادر به شناسایی مزایای رژیم غذایی متعادل و اهمیت نقش فرآوری برخی از مواد اولیه گردید. خوراک گلوتن ذرت نخستین‌بار در سال ۱۸۸۲ تولید شد و فرم کنونی خوراک‌دام نیز نخستین‌بار در سال ۱۸۹۴ توسط ویلیام هولینگتون دانفورت تولید گردید. شرکت آمریکایی کارگیل نیز از سال ۱۸۸۴ نخستین شرکتی بود که اقدام به تولید عمده خوراک‌دام نمود.